# Johann Fischer
Johann Fischer, född 15 december 1636, död 17 maj 1705, var en tysk kyrkoman.
Fischer utnämndes av Karl XI till generalsuperintendent i Livland 1673. Han åtnjöt länge kungens stora förtroende, och på hans initiativ inrättades en generalkyrkokommission, med vidsträckt befogenhet över kyrkoväsendet. Genom Fischer upprättades ett lyceum i Riga, och början gjordes till en ordnad folkundervisning. Han ombesörjde även en bibelöversättning till lettiska och estniska. Fischer hade dock många fiender bland prästerskapet, bland annat genom kyrkokommissionens granskande verksamhet, och även det goda förhållandet till kungen bröts, då denne ville ordna kyrkosamfundet efter svenskt mönster, vilket Fischer på flera punkter motsatte sig. I sin frånvaro promoverades han 1693 till teologie doktor under jubelfesten i Uppsala. År 1699 lämnade han Livland och dog som generalsuperintendent i Magdeburg.